# Commodore's Cup
Pour les articles homonymes, voir Commodore.
La Commodore's Cup est une course à la voile par équipe organisée tous les deux ans par le Royal Ocean Racing Club. 

## Déroulement
Cette compétition se tient durant 7 jours dont 5 jours de parcours bananes ou côtiers dans le Solent, une course offshore (100-120 milles) en Manche et une manche dont le parcours est le Tour de l'Ile de Wight.
Elle est ouverte aux équipes constituées de 3 bateaux jaugés en IRC désignées ou validées par les "National Authorities" des pays participants (la Fédération française de voile pour la France avec l'aide de l'UNCL). Chaque pays peut ainsi désigner jusqu'à quatre équipes dont les membres doivent être majoritairement de même nationalité et considérés comme amateurs par l'ISAF.

## Historique
La première édition a eu lieu en 1992 et depuis 2005 elle a pris le relais de l'Admiral's Cup. 
Il y a habituellement 3 ou 4 équipes anglaises et françaises, plus une à deux équipes d'autres pays : Irlande, Pays-Bas, Allemagne, Canada, etc.
L'édition 2016 a lieu en juillet 2016 avec des règles modifiées : baisse du rating minimum pour accepter davantage de "petits" voiliers (J109, JPK 1010...) et départ séparé entre grands et petits voiliers. Elle est remportée par une équipe française, l’équipe France Bleu : Teasing Machine (A31) skippé par Eric De Turckheim et Laurent Pages, Goa (Ker 39) skippé par Gilles Prietz et Samuel Prietz, Cifraline 4 (Sunfast 3200) skippé par Daniel Andrieu). C'est la première victoire française  depuis 10 ans. 

## Vainqueurs des éditions précédentes
- 2016 :  France[5]
- 2014 :  Irlande
- 2012 :  Royaume-Uni [6]
- 2010 :  Irlande [7]
- 2008 :  Royaume-Uni
- 2006 :  France
- 2004 :  Royaume-Uni